# Leptobotia rubrilabris
Leptobotia rubrilabris är en fiskart som först beskrevs av Dabry de Thiersant 1872.  Leptobotia rubrilabris ingår i släktet Leptobotia och familjen nissögefiskar. Inga underarter finns listade i Catalogue of Life.